# Ган-Ган, Ида фон
Графиня Ида фон Ган-Ган (нем. Ida Gräfin von Hahn-Hahn; 22 июня 1805, Мольцов, Мекленбург — 12 января 1880, Майнц) — немецкая писательница, поэтесса.

## Биография
Представительница дворянского рода Ган. Отец граф Карл фон Ган, потерял состояние из-за своих эксцентричных выходок.
С детства отличавшаяся впечатлительностью и любовью к поэзии, жила с матерью почти в бедности, пока в 1826 году не вышла замуж за своего богатого кузена Фридриха Вильгельма Адольфа графа фон Гана, что дало ей двойное имя. Из-за неверности мужа в 1829 году развелась с ним. Ида бросила вызов условностям, прожив и путешествуя 21 год с неженатым бароном Адольфом фон Быстрамом. Быстрам посоветовал ей написать об их путешествиях по Европе и Ближнему Востоку.
В 1850 году приняла католическую веру. В ноябре 1852 года удалилась в монастырь Du Bon Pasteur в Анжере, который, однако, вскоре покинула, поселившись в Майнце. В последние годы жизни усердно работала над обращением на путь истинный и перевоспитанием падших женщин.

## Творчество

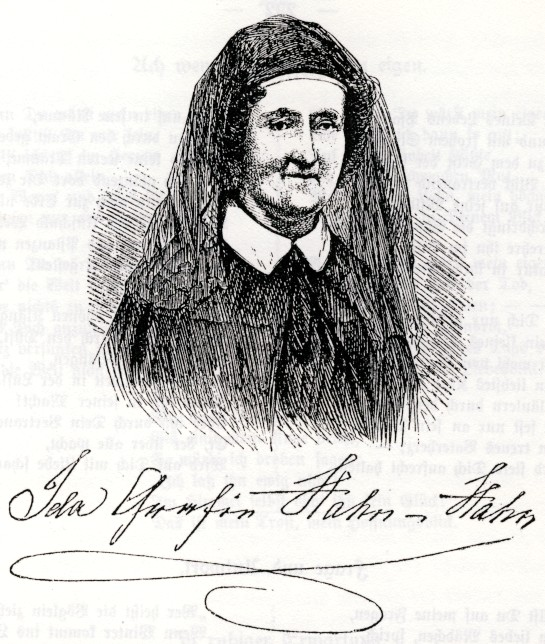
Ида фон Ган-Ган в старости

Романистка. Писала под влиянием творчества Жорж Санд. Автор романов из жизни высшего общества («Grafin Faustine», «Ulrich», «Sigismund Forster», «Cecil»), стихотворений, книг о путешествиях.
Литературную карьеру начала сборниками стихотворений: «Gedichte» (Лейпциг, 1885); «Neue Gedichte» (1836); «Venezianische Nächte» (1836); «Lieder u. Gedichte» (1887).
В своих романах, пользовавшихся огромным успехом, идеализировала аристократию, относясь весьма недоброжелательно к героям из бюргерства («Aus der Gesellschaft», 1838, «Sigismund Forster», «Cecil» и др.). В лучшем романе «Faustine» (1841) И. Ган-Ган изобразила себя в лице героини.
Свой переход в католицизм описала в романе «Von Babylon nach Jerusalem». Более поздние романы писательницы («Maria Regina», 1860, «Doralice», «Peregrin» и др.) проникнуты католическим духом.
Её романы переводились на иностранные языки; в них много живости и лирического блеска, но темы их довольно однообразны. Главное внимание сосредоточено на героине, которая почти всегда женщина высшего общества, идущая вразрез с условными светскими приличиями и тщетно ищущая осуществления своего идеала.
- Эта статья (раздел) содержит текст, взятый (переведённый) из одиннадцатого издания «Британской энциклопедии», перешедшего в общественное достояние.